# 1759

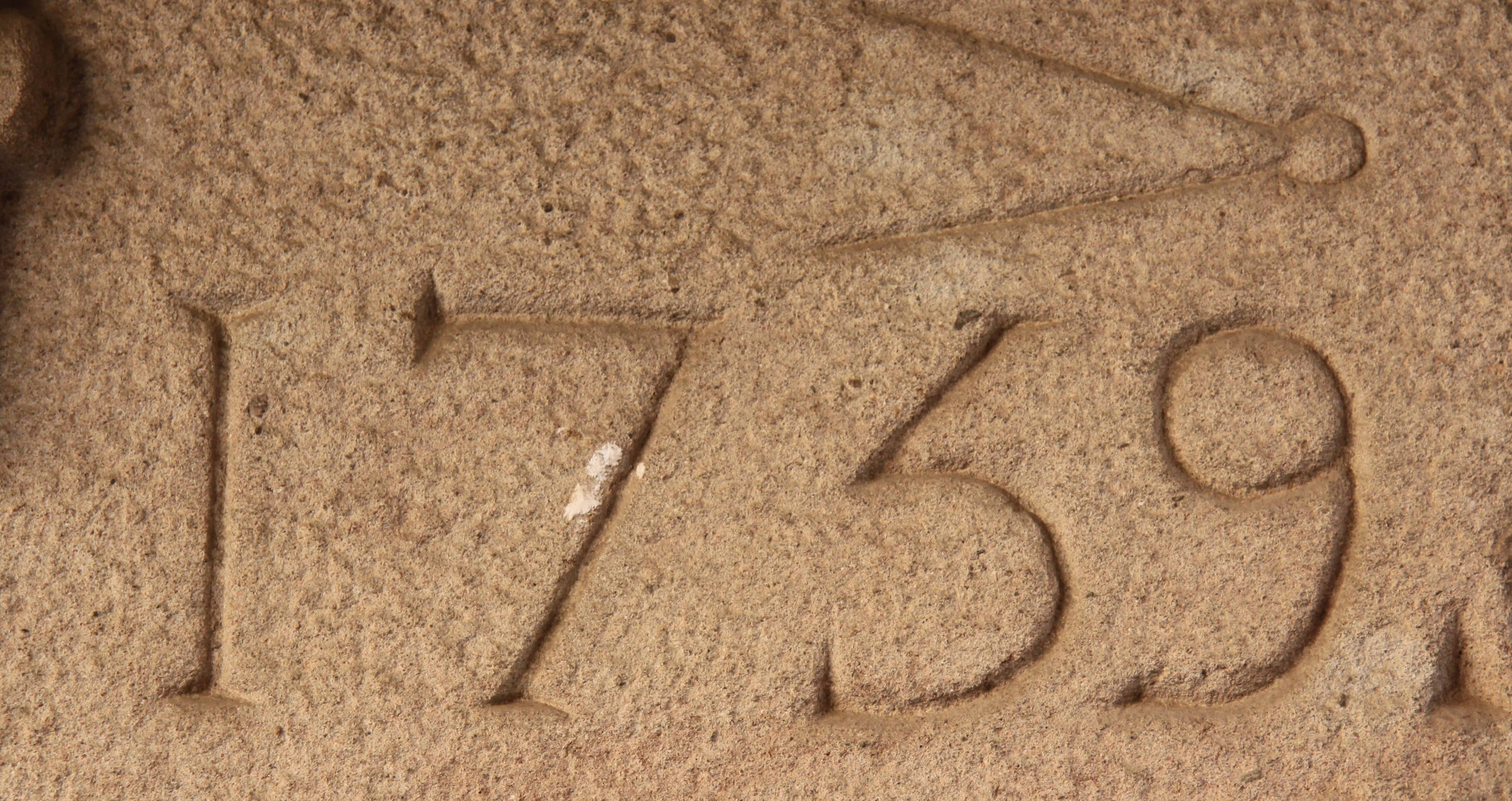
Llinda d'una casa del carrer del Pont de Santa Pau

## Esdeveniments
Països Catalans
Món
- 5 de gener - als Estats Units, George Washington es casa amb Martha Dandridge Custis.
- 15 de gener – s'inaugura a Londres el Museu Britànic.
- 27 de juny - Ticonderoga (Estat de Nova York, EUA): els britànica ocupen el Fort Carillon al final de la batalla de Ticonderoga en el curs de la Guerra Franco-Índia.[1]
- 26 de juliol - Youngstown (Nova York) (EUA): els francesos rendeixen la fortalesa al final de la batalla de Fort Niagara en el context de la Guerra Franco-Índia.
- 31 de juliol - Beauport (Ciutat de Quebec, Quebec): l'exèrcit francès aguanta l'atac dels anglesos en la batalla de Beauport durant la Guerra Franco-Índia.
- 13 de setembre - Ciutat de Quebec: A la batalla de les Planes d'Abraham els britànics derroten els francesos a la Guerra Franco-Índia.[2]
- 30 d'octubre - a Israel, un terratrèmol de 6,6 en l'escala de Richter genera un tsunami que mata a 2000 persones.

## Naixements
- 4 de gener, Roma: Maria Rosa Coccia, clavicembalista i compositora italiana, Mestra de capella.[3]
- 25 de gener, Alloway, Ayrshire, Escòcia: Robert Burns, poeta en llengua escocesa.
- 8 d'abril, Mataró: Francesc Marxuach Julià, comerciant de blondes i encaixos de Mataró.
- 27 d'abril, Londres, Gran Bretanya: Mary Wollstonecraft, escriptora i assagista, pionera del feminisme (m. 1797).[4]
- 15 de maig, Viena, Àustria: Maria Theresia Paradies, pianista, cantant i compositora (m. 1824).[5]
- 24 d'agost, Kingston upon Hull, Yorkshire, Anglaterra: William Wilberforce, diputat abolicionista del Parlament del Regne Unit.
- 21 de maig, Le Pellerin vora Nantes, Regne de França: Joseph Fouché, revolucionari i ministre de l'interior francès (m.1820).[6]
- França: Charles Guillaume Alexandre Bourgeois, pintor i físic
- 12 de novembre, Florència, Itàlia: Maria Petraccini, anatomista, metgessa i professora d'anatomia pionera de la cura dels nounats i de les dones en el part (m. 1791).[7]

## Necrològiques
Països Catalans
Resta del món
- 14 d'abril, Londres, Regne Unit: Georg Friedrich Händel, compositor alemany establert a Anglaterra (n. 1685).[8]
- 10 de juliol, Neubrandenburg: Sophia Maria Westenholz, pianista i compositora alemanya.[9]
- 19 de juliol, Viena: Marianna Auenbrugger, pianista i compositora austríaca (m. 1782).[10]
- 24 de juliol, Pequin, Xina: Antoine Gaubil, jesuïta, astrònom i matemàtic francès, missioner a la Xina (n. 1689).